# Kuckssee
Kuckssee est une commune d'Allemagne située dans l'arrondissement du Plateau des lacs mecklembourgeois, dans le Land de Mecklembourg-Poméranie-Occidentale.

## Histoire
La commune de Kuckssee a été créée le 1er janvier 2012 à l'issue de la fusion des communes de Krukow, Lapitz et Puchow.

## Quartiers
- Krukow
- Lapitz
- Puchow
- Rahnenfelde